# Llista de topònims de Queralbs
Llista de topònims (noms propis de lloc) del municipi de Queralbs, al Ripollès
Informació actualitzada per un bot. Els canvis manuals es perdran quan s'actualitzi!

## abric rocós
| imatge | Nom               | Ubicat a | instància de | Detalls | coordenades                                                         | Protecció | Commons (més fotos) | Dades a WD                    |
| ------ | ----------------- | -------- | ------------ | ------- | ------------------------------------------------------------------- | --------- | ------------------- | ----------------------------- |
|        | Balma Paredada    | Queralbs | abric rocós  |         | 42° 22′ 21″ N, 2° 09′ 49″ E / 42.3724941887715°N,2.16352033077643°E |           |                     | Modifica les dades a Wikidata |
|        | Balma de la Molsó | Queralbs | abric rocós  |         | 42° 22′ 42″ N, 2° 12′ 00″ E / 42.3782037285106°N,2.20007930741779°E |           |                     | Modifica les dades a Wikidata |
|        | Bauma Conrera     | Queralbs | abric rocós  |         | 42° 20′ 38″ N, 2° 08′ 22″ E / 42.3438571426124°N,2.13946189710485°E |           |                     | Modifica les dades a Wikidata |
|        | Bauma Griera      | Queralbs | abric rocós  |         | 42° 20′ 28″ N, 2° 07′ 30″ E / 42.341199470197°N,2.12506408397501°E  |           |                     | Modifica les dades a Wikidata |
|        | Bauma Paredada    | Queralbs | abric rocós  |         | 42° 20′ 34″ N, 2° 07′ 52″ E / 42.3429024682576°N,2.13109832417087°E |           |                     | Modifica les dades a Wikidata |
|        | Bauma Roja        | Queralbs | abric rocós  |         | 42° 20′ 37″ N, 2° 08′ 35″ E / 42.3436048049987°N,2.14304667583681°E |           |                     | Modifica les dades a Wikidata |
|        | Bauma de la Llosa | Queralbs | abric rocós  |         | 42° 20′ 35″ N, 2° 08′ 32″ E / 42.3430047489307°N,2.1422900045668°E  |           |                     | Modifica les dades a Wikidata |
|        | Bauma de la Trona | Queralbs | abric rocós  |         | 42° 20′ 28″ N, 2° 08′ 12″ E / 42.341025281684°N,2.1365384465658°E   |           |                     | Modifica les dades a Wikidata |
|        | Bauma del Taronja | Queralbs | abric rocós  |         | 42° 21′ 03″ N, 2° 07′ 09″ E / 42.3507552768443°N,2.11923719628289°E |           |                     | Modifica les dades a Wikidata |
|        | Bauma lo Quer     | Queralbs | abric rocós  |         | 42° 20′ 36″ N, 2° 08′ 15″ E / 42.3433014207506°N,2.13741780473694°E |           |                     | Modifica les dades a Wikidata |
|        | Baumes de Rialb   | Queralbs | abric rocós  |         | 42° 20′ 24″ N, 2° 10′ 40″ E / 42.3399590847198°N,2.17771784115129°E |           |                     | Modifica les dades a Wikidata |

## cabana
| imatge | Nom                          | Ubicat a | instància de | Detalls                                   | coordenades                                                                                            | Protecció                                  | Commons (més fotos) | Dades a WD                    |
| ------ | ---------------------------- | -------- | ------------ | ----------------------------------------- | --- | ------------------------------------------ | ------------------- | ----------------------------- |
|        | Serradal                     | Queralbs | cabana       |                                           | 42° 20′ 48″ N, 2° 09′ 25″ E / 42.3468052600069°N,2.15685579577299°E                                    |                                            |                     | Modifica les dades a Wikidata |
|        | barraca d'en Salita          | Queralbs | cabana       |                                           | 42° 23′ 15″ N, 2° 13′ 10″ E / 42.3875230069462°N,2.21939876238958°E                                    |                                            |                     | Modifica les dades a Wikidata |
|        | barraca de la Palla          | Queralbs | cabana       |                                           | 42° 22′ 39″ N, 2° 09′ 12″ E / 42.3776160482328°N,2.15335846041612°E                                    |                                            |                     | Modifica les dades a Wikidata |
|        | barraca de la Vaquerissa     | Queralbs | cabana       |                                           | 42° 21′ 06″ N, 2° 06′ 46″ E / 42.351722860622°N,2.11274002848256°E                                     |                                            |                     | Modifica les dades a Wikidata |
|        | barraca del Casadet          | Queralbs | cabana       |                                           | 42° 22′ 06″ N, 2° 07′ 09″ E / 42.3682888260869°N,2.1190894376603°E                                     |                                            |                     | Modifica les dades a Wikidata |
|        | barraca del Coll de Noufonts | Queralbs | cabana       | Estil: arquitectura popular               | 42° 25′ 15″ N, 2° 10′ 35″ E / 42.420875°N,2.17642°E                                                    | bé integrant del patrimoni cultural català |                     | Modifica les dades a Wikidata |
|        | barraca del Mantinell        | Queralbs | cabana       |                                           | 42° 22′ 55″ N, 2° 13′ 57″ E / 42.3819097992403°N,2.23236897699141°E                                    |                                            |                     | Modifica les dades a Wikidata |
|        | barraca dels Pedreguers      | Queralbs | cabana       |                                           | 42° 21′ 55″ N, 2° 12′ 23″ E / 42.3653953294579°N,2.20628970983444°E                                    |                                            |                     | Modifica les dades a Wikidata |
|        | barraca dels Soldats         | Queralbs | cabana       | Estil: arquitectura popular Estat: ruïnós | 42° 24′ 35″ N, 2° 08′ 54″ E / 42.4098°N,2.1484°E 2570 msnm                                             | bé integrant del patrimoni cultural català |                     | Modifica les dades a Wikidata |
|        | cabana de Tirapits           | Queralbs | cabana       |                                           | 42° 25′ 09″ N, 2° 12′ 56″ E / 42.4190713170773°N,2.21550700271056°E                                    |                                            |                     | Modifica les dades a Wikidata |
|        | cabana de l'Era de Santos    | Queralbs | cabana       |                                           | 42° 21′ 13″ N, 2° 09′ 41″ E / 42.3536463617811°N,2.16129334559864°E                                    |                                            |                     | Modifica les dades a Wikidata |
|        | cabanya del Pintor           | Queralbs | cabana       |                                           | 42° 20′ 52″ N, 2° 09′ 25″ E / 42.3478140146206°N,2.15686659634053°E                                    |                                            |                     | Modifica les dades a Wikidata |
|        | corral de les Molleres       | Queralbs | cabana       |                                           | 42° 24′ 37″ N, 2° 10′ 29″ E / 42.4102831665654°N,2.17469739647356°E                                    |                                            |                     | Modifica les dades a Wikidata |
|        | corral del Mateu             | Queralbs | cabana       |                                           | 42° 21′ 22″ N, 2° 09′ 22″ E / 42.356112015428°N,2.15611212155755°E                                     |                                            |                     | Modifica les dades a Wikidata |
|        | corral del Quirro            | Queralbs | cabana       |                                           | 42° 21′ 30″ N, 2° 09′ 30″ E / 42.3583792741657°N,2.15825537614988°E                                    |                                            |                     | Modifica les dades a Wikidata |
|        | el Puig                      | Queralbs | cabana       | Estil: arquitectura popular 18th century  | 42° 20′ 54″ N, 2° 09′ 28″ E / 42.348417°N,2.157668°E ca:A la costa, al nord-oest de Queralbs 1344 msnm | bé integrant del patrimoni cultural català | El Puig (Queralbs)  | Modifica les dades a Wikidata |

## collada
| imatge | Nom                  | Ubicat a               | instància de             | Detalls         | coordenades                                                                   | Protecció | Commons (més fotos)  | Dades a WD                    |
| ------ | -------------------- | ---------------------- | ------------------------ | --------------- | ----------------------------------------------------------------------------- | --------- | -------------------- | ----------------------------- |
|        | Coll de Carançà      | Fontpedrosa Queralbs   | collada                  |                 | 42° 25′ 05″ N, 2° 11′ 43″ E / 42.418183°N,2.195223°E 2723 2739.1 msnm         |           |                      | Modifica les dades a Wikidata |
|        | Coll de Coma Mitjana | Fontpedrosa Queralbs   | collada                  |                 | 42° 25′ 34″ N, 2° 13′ 27″ E / 42.426006°N,2.224161°E 2703.1 msnm              |           |                      | Modifica les dades a Wikidata |
|        | Coll de Finestrelles | Queralbs Llo Eina      | collada                  |                 | 42° 24′ 30″ N, 2° 07′ 29″ E / 42.408468°N,2.124856°E 2604 msnm                |           | Coll de Finestrelles | Modifica les dades a Wikidata |
|        | Coll de Nou Fonts    | Fontpedrosa Queralbs   | collada                  |                 | 42° 25′ 15″ N, 2° 10′ 35″ E / 42.420764°N,2.176461°E 2604 msnm                |           | Coll de Nou Fonts    | Modifica les dades a Wikidata |
|        | Coll de Noucreus     | Queralbs Fontpedrosa   | collada port de muntanya | Hi passa: GR 11 | 42° 25′ 03″ N, 2° 11′ 23″ E / 42.41745°N,2.189708°E 2796 msnm                 |           | Coll de Noucreus     | Modifica les dades a Wikidata |
|        | Coll de Núria        | Queralbs Eina          | collada                  |                 | 42° 25′ 16″ N, 2° 08′ 58″ E / 42.421180555556°N,2.1494111111111°E 2680.8 msnm |           |                      | Modifica les dades a Wikidata |
|        | Coll de la Marrana   | Queralbs Setcases      | collada                  |                 | 42° 25′ 05″ N, 2° 14′ 39″ E / 42.41807222°N,2.24410278°E 2530 msnm            |           | Coll de la Marrana   | Modifica les dades a Wikidata |
|        | Pas dels Lladres     | Queralbs Vallcebollera | collada                  |                 | 42° 21′ 52″ N, 2° 05′ 27″ E / 42.36448°N,2.09094°E 2505.9 msnm                |           |                      | Modifica les dades a Wikidata |

## cova
| imatge | Nom                    | Ubicat a | instància de | Detalls | coordenades                                                         | Protecció | Commons (més fotos) | Dades a WD                    |
| ------ | ---------------------- | -------- | ------------ | ------- | ------------------------------------------------------------------- | --------- | ------------------- | ----------------------------- |
|        | Sant Gil               | Queralbs | cova         |         | 42° 23′ 43″ N, 2° 08′ 59″ E / 42.3953948887402°N,2.1498511324522°E  |           |                     | Modifica les dades a Wikidata |
|        | Tut de Fustanyà        | Queralbs | cova         |         | 42° 20′ 29″ N, 2° 10′ 11″ E / 42.3413343175652°N,2.16984553574006°E |           |                     | Modifica les dades a Wikidata |
|        | cova de l'Amadeu       | Queralbs | cova         |         | 42° 23′ 28″ N, 2° 09′ 04″ E / 42.3912437352605°N,2.15114638842182°E |           |                     | Modifica les dades a Wikidata |
|        | cova de les Encantades | Queralbs | cova         |         | 42° 21′ 39″ N, 2° 06′ 51″ E / 42.36074167°N,2.11407222°E            |           |                     | Modifica les dades a Wikidata |
|        | cova del Ferro         | Queralbs | cova         |         | 42° 21′ 28″ N, 2° 07′ 09″ E / 42.357833987039°N,2.11923548647794°E  |           |                     | Modifica les dades a Wikidata |

## creu monumental
| imatge | Nom              | Ubicat a | instància de    | Detalls | coordenades                                                         | Protecció | Commons (més fotos) | Dades a WD                    |
| ------ | ---------------- | -------- | --------------- | ------- | ------------------------------------------------------------------- | --------- | ------------------- | ----------------------------- |
|        | creu d'en Bonada | Queralbs | creu monumental |         | 42° 23′ 09″ N, 2° 09′ 01″ E / 42.3857800969964°N,2.15033318100861°E |           |                     | Modifica les dades a Wikidata |
|        | creu del Far     | Queralbs | creu monumental |         | 42° 20′ 52″ N, 2° 11′ 02″ E / 42.3477025097325°N,2.18377237324846°E |           |                     | Modifica les dades a Wikidata |

## curs d'aigua
| imatge | Nom          | Ubicat a | instància de | Detalls                    | coordenades | Protecció | Commons (més fotos) | Dades a WD                    |
| ------ | ------------ | -------- | ------------ | -------------------------- | --- | --------- | ------------------- | ----------------------------- |
|        | el Freser    | Ripollès | curs d'aigua | Desemboca: Ter Llarg: 32km | 42° 24′ 05″ N, 2° 13′ 47″ E / 42.401256°N,2.229642°E 42° 12′ 14″ N, 2° 10′ 39″ E / 42.20379°N,2.1774°E 702 msnm |           | Freser River        | Modifica les dades a Wikidata |
|        | riu de Núria | Queralbs | curs d'aigua | Desemboca: el Freser       | 42° 23′ 37″ N, 2° 09′ 11″ E / 42.393746°N,2.153154°E 42° 21′ 50″ N, 2° 10′ 29″ E / 42.363763°N,2.174666°E       |           | Riu de Núria        | Modifica les dades a Wikidata |

## edifici
| imatge | Nom                              | Ubicat a | instància de | Detalls                                  | coordenades                                                                          | Protecció                                  | Commons (més fotos)                         | Dades a WD                    |
| ------ | -------------------------------- | -------- | ------------ | ---------------------------------------- | ------------------------------------------------------------------------------------ | ------------------------------------------ | ------------------------------------------- | ----------------------------- |
|        | Caseta del Canal                 | Queralbs | edifici      |                                          | 42° 22′ 39″ N, 2° 12′ 13″ E / 42.3775168399108°N,2.20361056162842°E                  |                                            |                                             | Modifica les dades a Wikidata |
|        | Central Elèctrica el Molí Vell   | Queralbs | edifici      | Estil: arquitectura eclèctica            | 42° 20′ 47″ N, 2° 09′ 58″ E / 42.346327°N,2.16617°E                                  | bé integrant del patrimoni cultural català | Central Elèctrica el Molí Vell              | Modifica les dades a Wikidata |
|        | Residència dels Germans Maristes | Queralbs | edifici      | Estil: arquitectura popular 18th century | 42° 21′ 21″ N, 2° 10′ 15″ E / 42.355916°N,2.170773°E ca:La Farga, Queralbs 1126 msnm | bé integrant del patrimoni cultural català | Residència dels Germans Maristes (Queralbs) | Modifica les dades a Wikidata |

## entitat singular de població
| imatge | Nom       | Ubicat a | instància de                                                                   | Detalls | coordenades                                                                   | Protecció | Commons (més fotos)  | Dades a WD                    |
| ------ | --------- | -------- | ------------------------------------------------------------------------------ | ------- | ----------------------------------------------------------------------------- | --------- | -------------------- | ----------------------------- |
|        | Fustanyà  | Queralbs | entitat singular de població ens local històric de Catalunya                   | 10 hab  | 42° 20′ 32″ N, 2° 10′ 14″ E / 42.342266°N,2.170614°E 1160 msnm                |           | Fustanyà             | Modifica les dades a Wikidata |
|        | Núria     | Queralbs | entitat singular de població                                                   | 0 hab   | 42° 23′ 48″ N, 2° 09′ 07″ E / 42.3967799435063°N,2.15203165427973°E 1960 msnm |           | Núria (Queralbs)     | Modifica les dades a Wikidata |
|        | Queralbs  | Queralbs | entitat singular de població ens local històric de Catalunya capital municipal | 169 hab | 42° 20′ 58″ N, 2° 09′ 43″ E / 42.34938893°N,2.16198846°E 1242 msnm            |           |                      | Modifica les dades a Wikidata |
|        | Rialb     | Queralbs | entitat singular de població                                                   | 0 hab   | 42° 20′ 04″ N, 2° 10′ 15″ E / 42.33443611°N,2.17078611°E 1082 msnm            |           | Rialb (Queralbs)     | Modifica les dades a Wikidata |
|        | Serrat    | Queralbs | entitat singular de població                                                   | 25 hab  | 42° 20′ 35″ N, 2° 10′ 59″ E / 42.343132336518°N,2.183058877118°E 1354 msnm    |           | Serrat (Queralbs)    | Modifica les dades a Wikidata |
|        | Vilamanya | Queralbs | entitat singular de població                                                   | 2 hab   | 42° 20′ 13″ N, 2° 09′ 53″ E / 42.33697°N,2.164843°E 1271 msnm                 |           | Vilamanya (Queralbs) | Modifica les dades a Wikidata |
|        | la Farga  | Queralbs | entitat singular de població                                                   | 0 hab   | 42° 21′ 20″ N, 2° 10′ 23″ E / 42.355669861319°N,2.1731826231709°E 1120 msnm   |           | La Farga (Queralbs)  | Modifica les dades a Wikidata |

## església
| imatge | Nom                              | Ubicat a | instància de     | Detalls                                                        | coordenades                                                                                               | Protecció                   | Commons (més fotos)                | Dades a WD                    |
| ------ | -------------------------------- | -------- | ---------------- | -------------------------------------------------------------- | --- | --------------------------- | ---------------------------------- | ----------------------------- |
|        | Mare de Déu del Remei del Serrat | Queralbs | església         | Estil: arquitectura romànica arquitectura popular 12nd century | 42° 20′ 31″ N, 2° 11′ 07″ E / 42.341948°N,2.185306°E ca:Al poble de Serrat 1351 msnm                      | bé cultural d'interès local | Mare de Déu del Remei del Serrat   | Modifica les dades a Wikidata |
|        | Sant Antoni                      | Queralbs | església capella |                                                                | 42° 20′ 27″ N, 2° 10′ 43″ E / 42.3408214522048°N,2.1786656326878°E                                        |                             |                                    | Modifica les dades a Wikidata |
|        | Sant Jaume de Queralbs           | Queralbs | església         | Estil: arquitectura romànica                                   | 42° 20′ 55″ N, 2° 09′ 40″ E / 42.348502°N,2.161237°E                                                      | bé cultural d'interès local | Església de Sant Jaume de Queralbs | Modifica les dades a Wikidata |
|        | Sant Sadurní de Fustanyà         | Queralbs | església         | Estil: arquitectura romànica                                   | 42° 20′ 31″ N, 2° 10′ 14″ E / 42.3419°N,2.17066°E                                                         | bé cultural d'interès local | Sant Sadurní de Fustanyà           | Modifica les dades a Wikidata |
|        | Sant Sebastià de Queralbs        | Queralbs | església ermita  | Estil: arquitectura popular                                    | 42° 20′ 50″ N, 2° 09′ 32″ E / 42.34716944444445°N,2.1589388888888887°E ca:C. de la Font de Dalt 1253 msnm | bé cultural d'interès local | Sant Sebastià de Queralbs          | Modifica les dades a Wikidata |
|        | capella del Roser                | Queralbs | església         | 17th century                                                   | 42° 20′ 58″ N, 2° 09′ 48″ E / 42.34948°N,2.16333°E ca:C. del Pla 1207 msnm                                | bé cultural d'interès local | Capella del Roser (Queralbs)       | Modifica les dades a Wikidata |
|        | ermita de Sant Gil               | Queralbs | església ermita  | 1615                                                           | 42° 23′ 45″ N, 2° 09′ 08″ E / 42.395872°N,2.152264°E ca:Santuari de Núria 1955 msnm                       | bé cultural d'interès local | Ermita de Sant Gil                 | Modifica les dades a Wikidata |

## estació de ferrocarril
| imatge | Nom                 | Ubicat a | instància de           | Detalls                     | coordenades                                                       | Protecció                   | Commons (més fotos)                            | Dades a WD                    |
| ------ | ------------------- | -------- | ---------------------- | --------------------------- | ----------------------------------------------------------------- | --------------------------- | ---------------------------------------------- | ----------------------------- |
|        | Estació de Núria    | Queralbs | estació de ferrocarril |                             | 42° 23′ 50″ N, 2° 09′ 17″ E / 42.397236111111°N,2.1547305555556°E |                             | Estació de Núria (Cremallera Vall de Núria)    | Modifica les dades a Wikidata |
|        | Estació de Queralbs | Queralbs | estació de ferrocarril | Estil: arquitectura popular | 42° 21′ 05″ N, 2° 09′ 56″ E / 42.351336111111°N,2.1656388888889°E | bé cultural d'interès local | Estació de Queralbs (Cremallera Vall de Núria) | Modifica les dades a Wikidata |
|        | Rialb               | Queralbs | estació de ferrocarril |                             | 42° 20′ 07″ N, 2° 10′ 17″ E / 42.335166666666666°N,2.1715°E       |                             |                                                | Modifica les dades a Wikidata |

## font
| imatge | Nom                     | Ubicat a | instància de | Detalls | coordenades                                                            | Protecció | Commons (més fotos) | Dades a WD                    |
| ------ | ----------------------- | -------- | ------------ | ------- | ---------------------------------------------------------------------- | --------- | ------------------- | ----------------------------- |
|        | Fontalta                | Queralbs | font         |         | 42° 23′ 28″ N, 2° 07′ 29″ E / 42.3909827523521°N,2.12482247259524°E    |           |                     | Modifica les dades a Wikidata |
|        | font Grossa             | Queralbs | font         |         | 42° 23′ 37″ N, 2° 11′ 27″ E / 42.3936026099979°N,2.19090509173353°E    |           |                     | Modifica les dades a Wikidata |
|        | font Negra              | Queralbs | font         |         | 42° 23′ 37″ N, 2° 10′ 26″ E / 42.393499842518°N,2.1739011752785°E      |           |                     | Modifica les dades a Wikidata |
|        | font de Sant Gil        | Queralbs | font         |         | 42° 23′ 42″ N, 2° 09′ 10″ E / 42.395113°N,2.152676°E 1955 msnm         |           |                     | Modifica les dades a Wikidata |
|        | font de l'Home Mort     | Queralbs | font         |         | 42° 21′ 20″ N, 2° 07′ 01″ E / 42.3554467955506°N,2.11681605883097°E    |           |                     | Modifica les dades a Wikidata |
|        | font de la Canya        | Queralbs | font         |         | 42° 21′ 26″ N, 2° 12′ 45″ E / 42.3572067414063°N,2.2125127240888°E     |           |                     | Modifica les dades a Wikidata |
|        | font de la Cometa       | Queralbs | font         |         | 42° 21′ 20″ N, 2° 07′ 54″ E / 42.3554968133962°N,2.13161695674013°E    |           |                     | Modifica les dades a Wikidata |
|        | font de la Jaça de Dalt | Queralbs | font         |         | 42° 24′ 04″ N, 2° 11′ 54″ E / 42.4011026192984°N,2.19831818863087°E    |           |                     | Modifica les dades a Wikidata |
|        | font del Coronel        | Queralbs | font         |         | 42° 20′ 48″ N, 2° 08′ 58″ E / 42.34655564015437°N,2.1493291854858403°E |           | Font del Coronel    | Modifica les dades a Wikidata |
|        | font del Rubi           | Queralbs | font         |         | 42° 22′ 26″ N, 2° 11′ 54″ E / 42.373861150633°N,2.1984503228806°E      |           |                     | Modifica les dades a Wikidata |
|        | font dels Carrabiners   | Queralbs | font         |         | 42° 22′ 03″ N, 2° 05′ 38″ E / 42.3674540506595°N,2.09402227964961°E    |           |                     | Modifica les dades a Wikidata |

## indret
| imatge | Nom                  | Ubicat a | instància de | Detalls | coordenades                                                    | Protecció | Commons (més fotos) | Dades a WD                    |
| ------ | -------------------- | -------- | ------------ | ------- | -------------------------------------------------------------- | --------- | ------------------- | ----------------------------- |
|        | Coma de Font Negra   | Queralbs | indret       |         | 42° 23′ 52″ N, 2° 10′ 03″ E / 42.39766°N,2.1674°E              |           |                     | Modifica les dades a Wikidata |
|        | Coma de Vaca         | Queralbs | indret       |         | 42° 24′ 01″ N, 2° 11′ 57″ E / 42.400303°N,2.199294°E 2250 msnm |           | Coma de Vaca        | Modifica les dades a Wikidata |
|        | Coma de l'Embut      | Queralbs | indret       |         | 42° 23′ 32″ N, 2° 07′ 34″ E / 42.39209444°N,2.12610833°E       |           |                     | Modifica les dades a Wikidata |
|        | Coma de les Mulleres | Queralbs | indret       |         | 42° 24′ 46″ N, 2° 10′ 20″ E / 42.41281°N,2.1722°E              |           |                     | Modifica les dades a Wikidata |
|        | Fontalba             | Queralbs | indret       |         | 42° 22′ 05″ N, 2° 09′ 16″ E / 42.368111°N,2.154351°E 2100 msnm |           | Fontalba            | Modifica les dades a Wikidata |
|        | coma d'Eina          | Queralbs | indret       |         | 42° 24′ 59″ N, 2° 09′ 44″ E / 42.41636°N,2.16225°E             |           |                     | Modifica les dades a Wikidata |
|        | coma de Noucreus     | Queralbs | indret       |         | 42° 24′ 58″ N, 2° 10′ 43″ E / 42.41623°N,2.17855°E             |           |                     | Modifica les dades a Wikidata |

## masia
| imatge | Nom             | Ubicat a | instància de | Detalls                                                           | coordenades                                                                                | Protecció                                  | Commons (més fotos)    | Dades a WD                    |
| ------ | --------------- | -------- | ------------ | ----------------------------------------------------------------- | ------------------------------------------------------------------------------------------ | ------------------------------------------ | ---------------------- | ----------------------------- |
|        | Cal Bòlica      | Queralbs | masia        |                                                                   | 42° 20′ 25″ N, 2° 09′ 32″ E / 42.340255260051°N,2.158817371435°E                           |                                            |                        | Modifica les dades a Wikidata |
|        | Can Batlle      | Queralbs | masia        |                                                                   | 42° 20′ 26″ N, 2° 10′ 30″ E / 42.3405064435346°N,2.17493075410932°E 1150 msnm              |                                            | Can Batlle (Queralbs)  | Modifica les dades a Wikidata |
|        | Can Bonada      | Queralbs | masia        | Estil: arquitectura popular 16th century                          | 42° 20′ 32″ N, 2° 11′ 02″ E / 42.342162°N,2.18381°E ca:Nucli de Serrat, Queralbs 1350 msnm | bé integrant del patrimoni cultural català | Can Bonada             | Modifica les dades a Wikidata |
|        | Casa dels Plaus | Queralbs | masia        |                                                                   | 42° 20′ 46″ N, 2° 08′ 26″ E / 42.3460635846548°N,2.14065800382979°E                        |                                            |                        | Modifica les dades a Wikidata |
|        | Daió de Baix    | Queralbs | masia        |                                                                   | 42° 21′ 52″ N, 2° 10′ 31″ E / 42.3643740937964°N,2.17516499146517°E 1180 msnm              |                                            | Daió de Baix           | Modifica les dades a Wikidata |
|        | Daió de Dalt    | Queralbs | masia        |                                                                   | 42° 22′ 06″ N, 2° 10′ 34″ E / 42.3682172758378°N,2.1760863008222°E                         |                                            |                        | Modifica les dades a Wikidata |
|        | Mas de Fustanyà | Fustanyà | masia        | Estil: arquitectura neoclàssica arquitectura popular 18th century | 42° 20′ 33″ N, 2° 10′ 15″ E / 42.342484°N,2.170901°E ca:Nucli de Fustanyà 177 msnm         | bé integrant del patrimoni cultural català | Mas de Fustanyà        | Modifica les dades a Wikidata |
|        | Tregurà         | Queralbs | masia        |                                                                   | 42° 20′ 54″ N, 2° 10′ 16″ E / 42.3483230798142°N,2.17110123432146°E 1214 msnm              |                                            | Tregurà (Queralbs)     | Modifica les dades a Wikidata |
|        | la Casanova     | Queralbs | masia        |                                                                   | 42° 20′ 28″ N, 2° 10′ 28″ E / 42.3410980779629°N,2.17454668937035°E 1155 msnm              |                                            | La Casanova (Queralbs) | Modifica les dades a Wikidata |
|        | la Plana        | Queralbs | masia        |                                                                   | 42° 21′ 05″ N, 2° 10′ 25″ E / 42.351357866941°N,2.17356253295707°E 1241 msnm               |                                            | La Plana (Queralbs)    | Modifica les dades a Wikidata |
|        | la Ruira        | Queralbs | masia        | Estil: arquitectura popular 16th century                          | 42° 21′ 21″ N, 2° 09′ 54″ E / 42.355932°N,2.164957°E 1329 msnm                             | bé integrant del patrimoni cultural català | La Ruïra (Queralbs)    | Modifica les dades a Wikidata |

## muntanya
| imatge | Nom                           | Ubicat a                            | instància de           | Detalls                        | coordenades                                                                                  | Protecció | Commons (més fotos)           | Dades a WD                    |
| ------ | ----------------------------- | ----------------------------------- | ---------------------- | ------------------------------ | -------------------------------------------------------------------------------------------- | --------- | ----------------------------- | ----------------------------- |
|        | Balandrau                     | Queralbs Vilallonga de Ter          | muntanya               |                                | 42° 22′ 12″ N, 2° 13′ 10″ E / 42.3701065555°N,2.21956587983°E 2585 msnm                      |           | Balandrau                     | Modifica les dades a Wikidata |
|        | Cap de Porc                   | Queralbs                            | muntanya               |                                | 42° 24′ 10″ N, 2° 09′ 33″ E / 42.40263889°N,2.15916667°E 2199 msnm                           |           | Cap de Porc                   | Modifica les dades a Wikidata |
|        | Cim Alt de les Arques         | Queralbs                            | muntanya               |                                | 42° 24′ 37″ N, 2° 11′ 20″ E / 42.4104°N,2.189°E 2791.8 msnm                                  |           |                               | Modifica les dades a Wikidata |
|        | Cim Baix de les Arques        | Queralbs                            | muntanya               |                                | 42° 24′ 34″ N, 2° 11′ 16″ E / 42.40930556°N,2.18786111°E 2782.4 msnm                         |           |                               | Modifica les dades a Wikidata |
|        | Cim d'Estremera               | Planoles Queralbs                   | muntanya               |                                | 42° 20′ 15″ N, 2° 07′ 27″ E / 42.33738889°N,2.12427778°E 1947.5 msnm                         |           | Cim d'Estremera               | Modifica les dades a Wikidata |
|        | Cim de la Coma del Clot       | Queralbs                            | muntanya               |                                | 42° 23′ 48″ N, 2° 11′ 07″ E / 42.396667°N,2.185278°E 2739 msnm                               |           | Cim de la Coma del Clot       | Modifica les dades a Wikidata |
|        | Cim de la Dou                 | Queralbs                            | muntanya               |                                | 42° 22′ 07″ N, 2° 07′ 57″ E / 42.3687°N,2.13256°E 2457 msnm                                  |           |                               | Modifica les dades a Wikidata |
|        | Cim del Ras                   | Queralbs                            | muntanya               |                                | 42° 23′ 26″ N, 2° 10′ 49″ E / 42.39069444°N,2.18022222°E 2564.5 msnm                         |           |                               | Modifica les dades a Wikidata |
|        | Gra de Fajol                  | Setcases Queralbs                   | muntanya               |                                | 42° 24′ 56″ N, 2° 14′ 52″ E / 42.41548°N,2.247755°E 2714 msnm                                |           | Gra de Fajol                  | Modifica les dades a Wikidata |
|        | Pic Petit de Segre            | Queralbs Er Llo                     | muntanya               |                                | 42° 23′ 39″ N, 2° 06′ 53″ E / 42.39411667°N,2.1148°E 2810.5 msnm                             |           | Pic Petit de Segre            | Modifica les dades a Wikidata |
|        | Pic d'Eina                    | Queralbs Fontpedrosa                | muntanya               |                                | 42° 25′ 25″ N, 2° 09′ 25″ E / 42.423552777778°N,2.1568194444444°E 2789 msnm                  |           | Pic d'Eina                    | Modifica les dades a Wikidata |
|        | Pic de Bastiments             | Setcases Queralbs Fontpedrosa       | muntanya               |                                | 42° 25′ 34″ N, 2° 13′ 58″ E / 42.4262224049°N,2.2328618189°E 2881 msnm                       |           | Bastiments                    | Modifica les dades a Wikidata |
|        | Pic de Finestrelles           | Eina Llo Queralbs                   | muntanya               |                                | 42° 24′ 52″ N, 2° 08′ 01″ E / 42.41445278°N,2.133535°E 2826 msnm                             |           | Pic de Finestrelles           | Modifica les dades a Wikidata |
|        | Pic de Noucreus               | Queralbs Fontpedrosa                | muntanya               |                                | 42° 25′ 10″ N, 2° 11′ 03″ E / 42.419444°N,2.184167°E 2801 msnm                               |           | Noucreus                      | Modifica les dades a Wikidata |
|        | Pic de Noufonts               | Queralbs Fontpedrosa                | muntanya               |                                | 42° 25′ 29″ N, 2° 10′ 04″ E / 42.4246523941°N,2.16788405017°E 2861 msnm                      |           | Pic de Nou Fonts              | Modifica les dades a Wikidata |
|        | Pic de Núria                  | Queralbs Eina                       | muntanya               |                                | 42° 25′ 00″ N, 2° 08′ 35″ E / 42.416707°N,2.1431°E 2789 msnm                                 |           | Pic de Núria                  | Modifica les dades a Wikidata |
|        | Pic de l'Àliga (Queralbs)     | Queralbs                            | muntanya               |                                | 42° 23′ 48″ N, 2° 09′ 58″ E / 42.39664444°N,2.16620278°E 2422 msnm                           |           | Pic de l'Àliga (Queralbs)     | Modifica les dades a Wikidata |
|        | Pic de la Fossa del Gegant    | Queralbs Fontpedrosa                | muntanya               | Anomenat per: fossa del Gegant | 42° 25′ 02″ N, 2° 11′ 26″ E / 42.417222°N,2.190556°E vall de Carançà Vall de Núria 2808 msnm |           | Pic de la Fossa del Gegant    | Modifica les dades a Wikidata |
|        | Pic del Segre                 | Queralbs Llo                        | muntanya               |                                | 42° 23′ 49″ N, 2° 07′ 17″ E / 42.39704167°N,2.12130556°E 2843 msnm                           |           | Pic del Segre                 | Modifica les dades a Wikidata |
|        | Puig de Fontlletera           | Vilallonga de Ter Queralbs          | muntanya               |                                | 42° 22′ 36″ N, 2° 14′ 09″ E / 42.376667°N,2.235833°E 2581 msnm                               |           | Puig de Fontlletera           | Modifica les dades a Wikidata |
|        | Puig de Fontnegra             | Queralbs                            | muntanya               |                                | 42° 24′ 11″ N, 2° 10′ 55″ E / 42.403056°N,2.181944°E 2728 msnm                               |           | Puig de Fontnegra             | Modifica les dades a Wikidata |
|        | Puig del Coll d'Eina          | Queralbs Fontpedrosa                | muntanya               |                                | 42° 25′ 07″ N, 2° 08′ 47″ E / 42.418497°N,2.14651°E 2772 msnm                                |           |                               | Modifica les dades a Wikidata |
|        | Puig del Coll de Finestrelles | Queralbs Llo                        | muntanya               |                                | 42° 24′ 41″ N, 2° 07′ 40″ E / 42.411278°N,2.127867°E 2744 msnm                               |           | Puig del Coll de Finestrelles | Modifica les dades a Wikidata |
|        | Puigmal                       | Queralbs Er                         | muntanya cim principal |                                | 42° 23′ 00″ N, 2° 07′ 00″ E / 42.3832660904°N,2.11679066241°E 2910 msnm                      |           | Puigmal                       | Modifica les dades a Wikidata |
|        | Quatrecorns                   | Queralbs                            | muntanya               |                                | 42° 21′ 26″ N, 2° 07′ 34″ E / 42.35722222°N,2.12605556°E 2215.2 msnm                         |           |                               | Modifica les dades a Wikidata |
|        | Roc Blanc                     | Planoles Queralbs                   | muntanya               |                                | 42° 20′ 37″ N, 2° 06′ 42″ E / 42.3435°N,2.11158°E 2000.5 msnm                                |           |                               | Modifica les dades a Wikidata |
|        | Roc Malè                      | Queralbs                            | muntanya               |                                | 42° 24′ 10″ N, 2° 09′ 06″ E / 42.402875°N,2.151731°E 2296 msnm                               |           | Roc de la Malè                | Modifica les dades a Wikidata |
|        | Roc del Dui                   | Queralbs                            | muntanya               |                                | 42° 22′ 00″ N, 2° 09′ 55″ E / 42.3666°N,2.16519°E 1600 msnm                                  |           |                               | Modifica les dades a Wikidata |
|        | Roca de Sant Jaume            | Queralbs                            | muntanya               |                                | 42° 20′ 56″ N, 2° 09′ 39″ E / 42.3488°N,2.1607°E 1275 msnm                                   |           | Roca de Sant Jaume (Queralbs) | Modifica les dades a Wikidata |
|        | Rocs Blancs                   | Queralbs                            | muntanya               |                                | 42° 24′ 28″ N, 2° 11′ 07″ E / 42.40788889°N,2.18530556°E 2784 msnm                           |           | Rocs Blancs (Queralbs)        | Modifica les dades a Wikidata |
|        | Roques Blanques               | Queralbs                            | muntanya               |                                | 42° 22′ 02″ N, 2° 12′ 46″ E / 42.36713889°N,2.21266667°E 2468.7 msnm                         |           |                               | Modifica les dades a Wikidata |
|        | Roques de Totlomón            | Queralbs                            | muntanya               |                                | 42° 22′ 23″ N, 2° 10′ 28″ E / 42.37297222°N,2.1745°E 1810 msnm                               |           | Roques de Totlomón            | Modifica les dades a Wikidata |
|        | Roques de l'Oratori           | Queralbs                            | muntanya               |                                | 42° 21′ 52″ N, 2° 09′ 51″ E / 42.3644°N,2.16428°E 1744 msnm                                  |           | Roques de l'Oratori           | Modifica les dades a Wikidata |
|        | Torreneules                   | Queralbs                            | muntanya               |                                | 42° 23′ 27″ N, 2° 11′ 46″ E / 42.3908750324°N,2.19620075069°E 2713 msnm                      |           | Torreneules                   | Modifica les dades a Wikidata |
|        | Tossa del Pas dels Lladres    | Er Vallcebollera Queralbs           | muntanya               |                                | 42° 22′ 25″ N, 2° 05′ 22″ E / 42.37369444°N,2.08947222°E 2661.3 msnm                         |           | Tossa del Pas dels Lladres    | Modifica les dades a Wikidata |
|        | Trespics                      | Vilallonga de Ter Queralbs          | muntanya               |                                | 42° 22′ 18″ N, 2° 13′ 28″ E / 42.37163889°N,2.22433333°E 2529 msnm                           |           | Trespics                      | Modifica les dades a Wikidata |
|        | l'Atalaiador                  | Queralbs                            | muntanya               |                                | 42° 21′ 44″ N, 2° 12′ 26″ E / 42.36216667°N,2.20727778°E 2237.2 msnm                         |           |                               | Modifica les dades a Wikidata |
|        | les Borregues                 | Vilallonga de Ter Setcases Queralbs | muntanya               |                                | 42° 23′ 47″ N, 2° 14′ 52″ E / 42.3963220756°N,2.2477214416°E 2693 msnm                       |           | Les Borregues                 | Modifica les dades a Wikidata |
|        | pics de la Vaca               | Queralbs Fontpedrosa                | muntanya               |                                | 42° 25′ 02″ N, 2° 12′ 23″ E / 42.417303°N,2.206367°E 2820 msnm                               |           | Pics de la Vaca               | Modifica les dades a Wikidata |

## pont
| imatge | Nom                              | Ubicat a | instància de | Detalls                                                   | coordenades                                                                   | Protecció                                  | Commons (més fotos)              | Dades a WD                    |
| ------ | -------------------------------- | -------- | ------------ | --------------------------------------------------------- | ----------------------------------------------------------------------------- | ------------------------------------------ | -------------------------------- | ----------------------------- |
|        | Pont Desconegut                  | Queralbs | pont         |                                                           | 42° 22′ 18″ N, 2° 09′ 45″ E / 42.3715675093001°N,2.16241524018283°E           |                                            |                                  | Modifica les dades a Wikidata |
|        | Pont de Cremal                   | Queralbs | pont         | Travessa: riu de Núria                                    | 42° 22′ 14″ N, 2° 09′ 49″ E / 42.37054°N,2.16372°E                            | bé cultural d'interès local                | Pont de Cremal                   | Modifica les dades a Wikidata |
|        | Pont de Daió                     | Queralbs | pont         | Travessa: el Freser                                       | 42° 21′ 51″ N, 2° 10′ 30″ E / 42.364173°N,2.175097°E                          |                                            | Pont de Daió                     | Modifica les dades a Wikidata |
|        | Pont de Mulleres                 | Queralbs | pont         | Estil: arquitectura popular                               | 42° 23′ 57″ N, 2° 09′ 20″ E / 42.39908°N,2.15551°E                            | bé cultural d'interès local                | Pont de Mulleres (Queralbs)      | Modifica les dades a Wikidata |
|        | Pont de les Guielles             | Queralbs | pont         | Travessa: el Freser                                       | 42° 21′ 25″ N, 2° 10′ 16″ E / 42.3569320201288°N,2.17098809791178°E 1129 msnm |                                            | Pont de les Guielles             | Modifica les dades a Wikidata |
|        | Pont de les Marrades             | Queralbs | pont         | Travessa: el Freser                                       | 42° 22′ 35″ N, 2° 12′ 02″ E / 42.3764230723735°N,2.20044200887613°E           |                                            |                                  | Modifica les dades a Wikidata |
|        | Pont de les Ribes                | Queralbs | pont         | Travessa: el Freser                                       | 42° 22′ 21″ N, 2° 11′ 17″ E / 42.3726346207419°N,2.18806498140273°E           |                                            |                                  | Modifica les dades a Wikidata |
|        | Pont del Camí de la Coma de Vaca | Queralbs | pont         | Travessa: el Freser                                       | 42° 21′ 52″ N, 2° 10′ 31″ E / 42.364462°N,2.175411°E 1184 msnm                |                                            | Pont del Camí de la Coma de Vaca | Modifica les dades a Wikidata |
|        | Pontet d'en Riba                 | Queralbs | pont         | Travessa: riu de Núria                                    | 42° 23′ 36″ N, 2° 09′ 11″ E / 42.39333°N,2.153°E                              | bé integrant del patrimoni cultural català | Pontet d'en Riba (Queralbs)      | Modifica les dades a Wikidata |
|        | Pontet de Núria                  | Queralbs | pont         |                                                           | 42° 23′ 54″ N, 2° 09′ 18″ E / 42.3983°N,2.15508°E                             | bé cultural d'interès local                | Pontet de Núria (Queralbs)       | Modifica les dades a Wikidata |
|        | Pontet de Sant Gil               | Queralbs | pont         |                                                           | 42° 23′ 47″ N, 2° 09′ 10″ E / 42.39646°N,2.15279°E                            | bé cultural d'interès local                | Pontet de Sant Gil (Queralbs)    | Modifica les dades a Wikidata |
|        | Viaducte de Tosa                 | Queralbs | pont         | Estil: arquitectura popular Hi passa: Cremallera de Núria | 42° 20′ 47″ N, 2° 09′ 51″ E / 42.346365°N,2.164159°E                          | bé cultural d'interès local                | Viaducte de Tosa (Queralbs)      | Modifica les dades a Wikidata |
|        | pont dels Tres Molins            | Queralbs | pont         | Travessa: riu de Núria                                    | 42° 23′ 19″ N, 2° 09′ 23″ E / 42.38858°N,2.15627°E ca:Camí de Núria 1861 msnm | bé cultural d'interès local                | Pont dels Tres Molins            | Modifica les dades a Wikidata |

## refugi de muntanya
| imatge | Nom                    | Ubicat a | instància de       | Detalls                    | coordenades                                                                                              | Protecció | Commons (més fotos)    | Dades a WD                    |
| ------ | ---------------------- | -------- | ------------------ | -------------------------- | --- | --------- | ---------------------- | ----------------------------- |
|        | refugi Les Pedrisses   | Queralbs | refugi de muntanya |                            | 42° 22′ 58″ N, 2° 10′ 21″ E / 42.38277778°N,2.17239167°E ca:Per damunt del camí dels Enginyers 2134 msnm |           | Refugi les Pedrisses   | Modifica les dades a Wikidata |
|        | refugi de Coma de Vaca | Queralbs | refugi de muntanya | 1959-09-20 Hi passa: GR 11 | 42° 23′ 07″ N, 2° 13′ 09″ E / 42.385371°N,2.219055°E ca:Al planell de les Eugues 1995 msnm               |           | Refugi de Coma de Vaca | Modifica les dades a Wikidata |

## salt d'aigua
| imatge | Nom             | Ubicat a | instància de | Detalls | coordenades                                                        | Protecció | Commons (més fotos) | Dades a WD                    |
| ------ | --------------- | -------- | ------------ | ------- | ------------------------------------------------------------------ | --------- | ------------------- | ----------------------------- |
|        | Salt del Grill  | Queralbs | salt d'aigua |         | 42° 22′ 10″ N, 2° 10′ 48″ E / 42.369444°N,2.179901°E Vall de Núria |           | Salt del Grill      | Modifica les dades a Wikidata |
|        | salt del Sastre | Queralbs | salt d'aigua |         | 42° 22′ 29″ N, 2° 09′ 40″ E / 42.374704°N,2.161147°E               |           | Salt del Sastre     | Modifica les dades a Wikidata |

## serra
| imatge | Nom                      | Ubicat a                   | instància de | Detalls | coordenades                                                          | Protecció | Commons (més fotos)          | Dades a WD                    |
| ------ | ------------------------ | -------------------------- | ------------ | ------- | -------------------------------------------------------------------- | --------- | ---------------------------- | ----------------------------- |
|        | Els Planassos (Queralbs) | Queralbs                   | serra        |         | 42° 21′ 46″ N, 2° 07′ 52″ E / 42.36269444°N,2.13102778°E 2456.9 msnm |           |                              | Modifica les dades a Wikidata |
|        | Pedrisses                | Queralbs                   | serra        |         | 42° 23′ 11″ N, 2° 10′ 20″ E / 42.38647222°N,2.17233333°E             |           | Les Pedrisses (Queralbs)     | Modifica les dades a Wikidata |
|        | Serra de la Canya        | Queralbs Vilallonga de Ter | serra        |         | 42° 20′ 57″ N, 2° 13′ 21″ E / 42.3493°N,2.22239°E                    |           | Serra de la Canya (Queralbs) | Modifica les dades a Wikidata |
|        | Serra del Catllar        | Queralbs Vilallonga de Ter | serra        |         | 42° 23′ 16″ N, 2° 14′ 21″ E / 42.38769444°N,2.23902778°E             |           | Serra del Catllar            | Modifica les dades a Wikidata |
|        | la Vaquerissa            | Planoles Queralbs          | serra        |         | 42° 21′ 18″ N, 2° 06′ 09″ E / 42.3549°N,2.10239°E 2535.7 msnm        |           |                              | Modifica les dades a Wikidata |
|        | serra de la Vaca         | Queralbs                   | serra        |         | 42° 24′ 18″ N, 2° 12′ 44″ E / 42.40505278°N,2.21225556°E 2649.2 msnm |           |                              | Modifica les dades a Wikidata |

## túnel
| imatge | Nom                     | Ubicat a | instància de | Detalls | coordenades                                                         | Protecció | Commons (més fotos) | Dades a WD                    |
| ------ | ----------------------- | -------- | ------------ | ------- | ------------------------------------------------------------------- | --------- | ------------------- | ----------------------------- |
|        | Túnel Petit de Fontalba | Queralbs | túnel        |         | 42° 22′ 23″ N, 2° 09′ 38″ E / 42.3729949152194°N,2.16056225832967°E |           |                     | Modifica les dades a Wikidata |
|        | Túnel de Fontalba       | Queralbs | túnel        |         | 42° 22′ 33″ N, 2° 09′ 37″ E / 42.3757764267202°N,2.16037945704885°E |           |                     | Modifica les dades a Wikidata |
|        | Túnel de Fontnegra      | Queralbs | túnel        |         | 42° 23′ 17″ N, 2° 09′ 25″ E / 42.3880795271797°N,2.15682602039291°E |           |                     | Modifica les dades a Wikidata |
|        | Túnel del Fènec         | Queralbs | túnel        |         | 42° 22′ 10″ N, 2° 09′ 50″ E / 42.3695600251768°N,2.16376573234012°E |           |                     | Modifica les dades a Wikidata |
|        | Túnel del Navarro       | Queralbs | túnel        |         | 42° 21′ 56″ N, 2° 10′ 00″ E / 42.3656362038221°N,2.16662312752635°E |           |                     | Modifica les dades a Wikidata |
|        | Túnel del Pal Tort      | Queralbs | túnel        |         | 42° 23′ 27″ N, 2° 09′ 20″ E / 42.3908355914095°N,2.15563495411586°E |           |                     | Modifica les dades a Wikidata |

## vèrtex geodèsic
| imatge | Nom                | Ubicat a | instància de    | Detalls   | coordenades                                                       | Protecció | Commons (més fotos) | Dades a WD                    |
| ------ | ------------------ | -------- | --------------- | --------- | ----------------------------------------------------------------- | --------- | ------------------- | ----------------------------- |
|        | Puig de Bastiments | Queralbs | vèrtex geodèsic | Alt: 1.2m | 42° 25′ 34″ N, 2° 13′ 58″ E / 42.426217°N,2.232863°E 2881.55 msnm |           |                     | Modifica les dades a Wikidata |
|        | Puigmal            | Queralbs | vèrtex geodèsic | Alt: 1.2m | 42° 23′ 00″ N, 2° 07′ 00″ E / 42.38327°N,2.116786°E 2910.079 msnm |           |                     | Modifica les dades a Wikidata |

## Misc
| imatge | Nom                                 | Ubicat a                 | instància de                                       | Detalls                                   | coordenades | Protecció                                  | Commons (més fotos)                 | Dades a WD                    |
| ------ | ----------------------------------- | ------------------------ | -------------------------------------------------- | ----------------------------------------- | --- | ------------------------------------------ | ----------------------------------- | ----------------------------- |
|        | Basílica de la Mare de Déu de Núria | Núria                    | basílica menor santuari                            | Dedicat a: Mare de Déu de Núria           | 42° 23′ 49″ N, 2° 09′ 13″ E / 42.39695°N,2.1535611111111113°E Vall de Núria                                                                                | bé cultural d'interès local                | Basilica of Our Lady of Nuria       | Modifica les dades a Wikidata |
|        | Castell de Queralbs                 | Queralbs                 | castell                                            |                                           | 42° 20′ 58″ N, 2° 09′ 53″ E / 42.3493210701856°N,2.16466540851562°E 1188 msnm                                                                              |                                            | Castell de Queralbs                 | Modifica les dades a Wikidata |
|        | Cim de l'Ortigar                    | Queralbs                 | cim                                                |                                           | 42° 23′ 09″ N, 2° 07′ 51″ E / 42.385911°N,2.130855°E |                                            |                                     | Modifica les dades a Wikidata |
|        | Coves de Rialb                      | Queralbs                 | jaciment arqueològic cova                          |                                           | ca:A prop de la carretera GIV-5217 de Ribes de Freser a Queralbs, a l'alçada del PK 3+150 1045 msnm                                                        | bé integrant del patrimoni cultural català |                                     | Modifica les dades a Wikidata |
|        | Cremallera de Núria                 | Ribes de Freser Queralbs | línia de ferrocarril ferrocarril de cremallera     | Llarg: 12.491km                           | 42° 23′ 44″ N, 2° 09′ 15″ E / 42.39556°N,2.15417°E |                                            | Cremallera Vall de Núria            | Modifica les dades a Wikidata |
|        | Embassament de Núria                | Queralbs                 | embassament llac Ús: regadiu aigua potable         | 1962 Alt: 25m Superfície: 2ha Volum: 1hm³ | 42° 23′ 38″ N, 2° 09′ 11″ E / 42.3938°N,2.15308°E 42° 23′ 40″ N, 2° 09′ 13″ E / 42.39456°N,2.15349°E 1953 msnm                                             |                                            |                                     | Modifica les dades a Wikidata |
|        | Estret del Forn                     | Queralbs                 | estret                                             |                                           | 42° 20′ 34″ N, 2° 08′ 38″ E / 42.34289209932129°N,2.1440076828002934°E                                                                                     |                                            | Estret del Forn                     | Modifica les dades a Wikidata |
|        | Les Arques de Coma de Vaca          | Queralbs                 | coma                                               |                                           | 42° 24′ 40″ N, 2° 11′ 44″ E / 42.411111°N,2.195556°E 2575 2350 msnm                                                                                        |                                            |                                     | Modifica les dades a Wikidata |
|        | Mare de Déu de Núria                | Núria                    | estàtua advocació de la Mare de Déu                | 9th century                               | 42° 23′ 49″ N, 2° 09′ 13″ E / 42.397°N,2.1536°E Santuari de la Mare de Déu de Núria                                                                        | bé cultural d'interès local                | Statue of Mare de Déu de Núria      | Modifica les dades a Wikidata |
|        | Molí d'en Bonada                    | Queralbs                 | molí d'aigua                                       |                                           | 42° 20′ 32″ N, 2° 11′ 31″ E / 42.342222°N,2.191944°E 1260 msnm                                                                                             |                                            | Molí d'en Bonada                    | Modifica les dades a Wikidata |
|        | Oratori de Corbella                 | Queralbs                 | oratori                                            |                                           | 42° 21′ 50″ N, 2° 10′ 01″ E / 42.3637748756851°N,2.16702419372178°E                                                                                        |                                            |                                     | Modifica les dades a Wikidata |
|        | Ponts de Queralbs                   | Queralbs                 |                                                    |                                           | |                                            | Bridges in Queralbs                 | Modifica les dades a Wikidata |
|        | Santuari de la Mare de Déu de Núria | Núria                    | complex d'edificis santuari marià complex religiós |                                           | 42° 23′ 49″ N, 2° 09′ 13″ E / 42.39695°N,2.1535611111111113°E Vall de Núria                                                                                | bé cultural d'interès local                | Santuari de la Mare de Déu de Núria | Modifica les dades a Wikidata |
|        | Telecabina de la Coma del Clot      | Queralbs                 | telecabina                                         |                                           | 42° 23′ 50″ N, 2° 09′ 18″ E / 42.397127777777776°N,2.155091666666667°E 42° 23′ 40″ N, 2° 09′ 27″ E / 42.39446944444445°N,2.157522222222222°E Vall de Núria |                                            | Telecabina de la Coma del Clot      | Modifica les dades a Wikidata |
|        | Vall de Núria                       | Queralbs                 | vall                                               |                                           | 42° 24′ N, 2° 09′ E / 42.4°N,2.15°E |                                            | Vall de Núria                       | Modifica les dades a Wikidata |
|        | Vall de Núria                       | Queralbs                 | estació d'esquí                                    | Superfície: 4.4km²                        | 42° 23′ 54″ N, 2° 09′ 10″ E / 42.3983°N,2.1528°E Vall de Núria 1964 2252 msnm                                                                              |                                            | Vall de Núria                       | Modifica les dades a Wikidata |
|        | camí de la Costa                    | Queralbs                 | camí                                               |                                           | 42° 20′ 55″ N, 2° 09′ 49″ E / 42.348693°N,2.163494°E | bé cultural d'interès local                | Camí de la Costa                    | Modifica les dades a Wikidata |
|        | casa consistorial de Queralbs       | Queralbs                 | casa consistorial                                  |                                           | 42° 20′ 54″ N, 2° 09′ 46″ E / 42.3484551°N,2.1627082°E |                                            | Ajuntament de Queralbs              | Modifica les dades a Wikidata |
|        | creu d'en Riba                      | Queralbs                 | creu de terme                                      |                                           | 42° 23′ 32″ N, 2° 09′ 11″ E / 42.392222°N,2.153056°E 1995 msnm                                                                                             |                                            | Creu d'en Riba                      | Modifica les dades a Wikidata |
|        | el Viacrucis                        | Queralbs                 | Via Crucis                                         |                                           | 42° 23′ 34″ N, 2° 09′ 23″ E / 42.3927504799413°N,2.15639900956636°E                                                                                        |                                            |                                     | Modifica les dades a Wikidata |
|        | la Terme                            | Queralbs                 | fita                                               |                                           | 42° 20′ 07″ N, 2° 12′ 45″ E / 42.3353216011501°N,2.2124459554389°E                                                                                         |                                            |                                     | Modifica les dades a Wikidata |